# 나카쓰정 (오사카부)
나카쓰정(일본어: 中津町)은 일본 오사카부 니시나리군에 설치되었던 정이다. 현재의 오사카시 기타구, 요도가와구의 일부에 해당한다.